# Aechmea sulbahianensis
Aechmea sulbahianensis är en gräsväxtart som beskrevs av Leme, Amorim och José A. Siqueira Filho. Aechmea sulbahianensis ingår i släktet Aechmea och familjen Bromeliaceae. Inga underarter finns listade i Catalogue of Life.